# João Carlos Di Genio
João Carlos Di Genio (Lavínia, 27 de fevereiro de 1939 — São Paulo, 12 de fevereiro de 2022) foi um médico e empresário brasileiro.
Fundou e dirigiu um dos maiores grupos de educação privada do Brasil, o Grupo Objetivo, um conglomerado brasileiro de mídia e educação, avaliado em mais de nove bilhões de reais, valor esperado por ele em 2014. Suas empresas foram o Centro Educacional Objetivo (Colégio Objetivo, Colégio Objetivo Júnior, Curso Objetivo e Sistema de Ensino Objetivo), as Faculdades Objetivo, a Universidade Paulista (UNIP), as redes de televisão RBI TV, Mega TV, a extinta MIX TV e as rádios Mix FM e Rádio Trianon; também era mantenedor do Projeto "Aqui Você Pode e Sua Faculdade".
Na área de comunicação, era dono do Grupo Mix de Comunicação, formado pelas emissoras de TV aberta Mega TV e RBI TV, a emissora de TV fechada Multishop, as extintas MIX TV e TV Jovem Pan, pelas rádios Mix FM e Rádio Trianon e o site de variedades Vírgula. Pai de três filhos, Di Genio também possuía negócios no ramo agropecuário. Foi criador da raça nelore em suas fazendas: a Fazenda Di Genio, localizada em Pereira Barreto, no interior de São Paulo, a Fazenda Aimoré em Juti, no interior de Mato Grosso do Sul, a Fazenda Águas Claras, em Iguatemi, também em Mato Grosso do Sul, e as Fazendas Maruins e Santa Maria, ambas em Machadinho d'Oeste, no interior de Rondônia.
Os negócios do grupo cobrem todos os níveis de educação, da educação infantil à pós-graduação, e envolvem também a produção de material didático e softwares, utilizados não apenas na própria rede, mas em diversos outros centros educacionais. Possuía também editora, gráfica e agência de publicidade, dominando todas as etapas do negócio em educação. Além disso, Di Gênio foi um dos maiores proprietários de imóveis de São Paulo e os seus centros de ensino alugavam os prédios de sua propriedade. Di Genio faleceu quinze dias antes de completar oitenta e três anos, em 12 de fevereiro de 2022, na capital paulista.

## Biografia
Filho de Carmine Di Genio e Maria Tozzi, João Carlos nasceu no interior de São Paulo numa família de imigrantes italianos.
Começou como professor de Física em um cursinho de São Paulo, o "9 de julho", paralelamente ao curso universitário que frequentava, de medicina, na Universidade de São Paulo (USP), tendo como colega de classe o hoje nacionalmente conhecido Drauzio Varella.
Idealismo e entusiasmo foram alguns dos requisitos que levaram, em 1965, os estudantes de medicina João Carlos Di Genio e Drauzio Varella e os médicos Roger Patti e Tadasi Itto a fundar um pequeno curso preparatório para as faculdades de medicina, na região central da cidade de São Paulo. O sucesso alcançado nos exames daquele ano pelos alunos por eles preparados fez com que, já em 1966, o Curso Objetivo fosse um dos maiores da cidade.
Em 9 de novembro de 1988, fundou, em conjunto com Drauzio Varella, a Universidade Paulista (UNIP). Foi constituída a partir do Instituto Unificado Paulista (IUP), do Instituto de Ensino de Engenharia Paulista (IEEP) e do Instituto de Odontologia Paulista (IOP).
Em 1989, fundou a Escola do Mar, do Grupo Objetivo, em Angra dos Reis, cuja direção foi dada ao então professor de geografia Flavio Bonfá.
Em 5 de setembro de 2017, foi agraciado Grande Oficial da Ordem do Ipiranga pelo Governo do Estado de São Paulo.
Dirigiu um dos maiores grupos de educação privada do Brasil, o Grupo Objetivo, avaliado em mais de nove bilhões de reais. Os negócios do grupo cobrem todos os níveis de educação, da educação infantil à pós-graduação, e envolvem também a produção de material didático e softwares, utilizados não apenas na própria rede, mas em diversos outros centros educacionais. Tem também editora, gráfica e agência de publicidade, dominando todas as etapas do negócio em educação. Além disso, era um dos maiores proprietários de imóveis de São Paulo, e os seus centros de ensino alugam os prédios de sua propriedade.
Na área de comunicação, era dono do Grupo Mix de Comunicação, formado pelas emissoras de TV aberta Mega TV e RBI TV, a emissora de TV fechada Multishop, as extintas MIX TV e TV Jovem Pan, pelas rádios Mix FM e Rádio Trianon e o site de variedades Vírgula. Era também produtor de gado em cinco fazendas.

## Participações como diretor e/ou sócio
No Ministério da Ciência, Tecnologia, Inovações e Comunicações (MCTIC), consta em seu nome outorgas de rádio e TV:
- Canal Brasileiro da Informação CBI LTDA (atual Mega TV)
- Rádio Clube de Santo André LTDA (Rádio AM) - Santo André, SP (atual Rádio Trianon)
- Rádio SP-1 LTDA (Rádio FM) - Diadema, SP (atual Mix FM)
- Sociedade Rádio LTDA (Rádio AM) - Santos, SP
- Rádio da Vinci FM LTDA (Rádio FM) - Atibaia, SP (Mix FM Atibaia)
- Rádio Revanche FM LTDA (Rádio FM) - Valinhos, SP (Mix FM Campinas)

Segundo o Ministério da Educação (MEC), a Associação Unificada Paulista de Ensino Renovado Objetivo (ASSUPERO) é a mantenedora das instituições de ensino superior que estão listadas abaixo:
- Centro Universitário de Goiânia (UNICEUG)
- Centro Universitário Natalense (UNICEUNA)
- Centro Universitário de Salvador (UNICEUSA)
- Centro Universitário do Sudeste Mineiro (UNICSUM)
- Centro Universitário de Itapira (UNIESI)
- Centro Universitário do Piauí (UNIFAP)
- Centro Universitário Planalto do Distrito Federal (UNIPLAN)
- Ensino Superior do Piauí (AESPI)
- Associação Paraibana de Ensino Renovado (ASPER)
- Centro de Ensino Superior de Foz do Iguaçu (CESUFOZ)
- Associação de Ensino Superior de Alagoas (FAA & IESA)
- Faculdade Brasil Norte (FABRAN)
- Faculdade Curitibana (FAC)
- Faculdade de Aracaju (FACAR)
- Faculdade do Estado do Maranhão (FACEM)
- Faculdade de Ensino de Minas Gerais (FACEMG)
- Faculdade do Espírito Santo (FACES)
- Faculdade da Cidade de Maceió (FACIMA)
- Faculdade Salvador (FACSAL)
- Faculdade Mato Grosso do Sul (FACSUL)
- Faculdade de Ensino e Cultura do Ceará (FAECE)
- Faculdade de Foz do Iguaçu (FAFIG)
- Faculdade de Fortaleza (FAFOR)
- Faculdade Paraibana (FAP)
- Faculdade de Palmas (FAPAL)
- Faculdade Pan Amazônica (FAPAN)
- Faculdade Paranaense (FAPAR)
- Faculdade Paraense de Ensino (FAPEN)
- Faculdade do Recife (FAREC)
- Faculdade de Santa Catarina (FASC)
- Faculdade Sergipana (FASER)
- Associação Vitoriana de Ensino Superior (FAVI)
- Faculdade Campo Grande (FCG)
- Faculdade de Ensino Superior da Amazônia (FESAM)
- Faculdade Juiz de Fora (FJF)
- Faculdade Juiz de Fora (IBHES)
- Instituto Cuiabá de Ensino e Cultura (ICEC)
- Instituto de Ensino e Pesquisa Objetivo (IEPO)
- Instituto de Ensino Superior da Grande Florianópolis (IESGF)
- Instituto de Ensino Superior de Americana (IESA)
- Instituto de Ensino Superior de Mato Grosso (IESMT)
- Instituto de Ensino Superior de Piedade (IESP)
- Instituto de Ensino Superior de Olinda (IESO)
- Faculdade de Ciências Contábeis do Recife (FACCOR)
- Faculdade de Informática do Recife (FACIR)
- Faculdade Natalense de Ensino e Cultura (FANEC)
- Instituto de Ensino Superior do Rio Grande do Norte (IESRN)
- Instituto Itapetiningano de Ensino Superior (IIES)
- Instituto Maranhense de Ensino e Cultura (IMEC)
- Instituto Pernambucano de Ensino Superior (IPESU)
- Instituto Taubaté de Ensino Superior (ITES)
- Faculdade Objetivo de Goiânia (IUESO)
- Faculdade Objetivo de Palmas (IEPO)
- Faculdade do Sudeste Mineiro (FACSUM)
- Instituto Baiano de Ensino Superior (IBES)
- Universidade Paulista (UNIP)